# 库尔特·格罗特
库尔特·格罗特（英語：Kurt Grote，1973年8月3日—），美国男子游泳运动员。他曾代表美国参加1996年夏季奥林匹克运动会游泳比赛，获得男子4×100米混合泳接力金牌。